# Chrysostomus Baur (Patrologe)
Chrysostomus Baur OSB (* 14. Dezember 1876 in Dettingen an der Iller; † 31. Januar 1962 in Seckau) war ein deutscher römisch-katholischer Priester, Benediktiner und Patrologe.

## Leben
Baur studierte von 1896 bis 1898 Philosophie, Kirchengeschichte und orientalische Sprachen (Hebräisch und Arabisch) in Seckau und von 1898 bis 1902 Theologie in Beuron. Thomas Nörber weihte ihn 1901 zum Priester. Baur lehrte von 1908 bis 1913 auf dem Lehrstuhl für Patrologie und Kirchengeschichte in Rom an der Päpstlichen Hochschule Sant’Anselmo.

## Schriften (Auswahl)
- Die Bibel allein!. Graz 1927, OCLC 902050949.
- Die fünf Wunden der modernen Ehe und Familie. Abendpredigten, gehalten während der Karwoche in der St. Ludwigskirche zu München. München 1928, OCLC 65818452.
- Wann ist der hl. Chrysostomus geboren? // ZKTh. 1928. Bd. 52. S. 401–406;
- Methodisten und Mormonen, Altkatholiken und Ernste Bibelforscher. Graz 1929, OCLC 902050839.
- Der hl. Johannes Chrysostomus und seine Zeit. Münch., 1929–1930. 2 Bde. (Eng. transl.:  John Chrysostom and His Time. L., 1959–1960. 2 t.);
- Im christlichen Orient. Reiseerlebnisse. Seckau 1934, OCLC 713961121.
- Drei unedierte Festpredigten aus der Zeit der  nestorianischen Streitigkeiten // Traditio. N. Y., 1953. Vol. 9. P. 101–126.